# Paul Kozlicek
Paul Kozlicek (né le 22 juillet 1937 à Vienne à l'époque en Allemagne et aujourd'hui en Autriche, et décédé le 26 novembre 1999 à Séville en Espagne) est un joueur de football international autrichien, qui évoluait au poste d'attaquant.
Son frère, Ernst, était également footballeur.

## Biographie

### Carrière en club
Au cours de sa carrière en club il remporte deux championnats d'Autriche et une Coupe d'Autriche.
Il joue un match en Coupe d'Europe des clubs champions lors de la saison 1966-1967.

### Carrière en sélection
Avec l'équipe d'Autriche, il joue 14 matchs (pour un but inscrit) entre 1956 et 1963. 
Il joue son premier match en équipe nationale le 25 mars 1956 contre la France et son dernier le 9 juin 1963 face à l'Italie. Le 23 mars 1958, il inscrit un but contre l'Italie à l'occasion de la Coupe internationale européenne. C'est son seul but en équipe nationale.
Il figure dans le groupe des sélectionnés lors de la Coupe du monde de 1958. Lors du mondial organisé en Suède, il joue deux matchs : contre l'Union soviétique puis contre l'Angleterre.

## Palmarès
| Wacker Vienne - Championnat d'Autriche : - Vice-champion : 1955-56. |  | LASK Linz - Championnat d'Autriche (1) : - Champion : 1964-65. - Coupe d'Autriche (1) : - Vainqueur : 1964-65. - Finaliste : 1962-63. |  | Admira Vienne - Championnat d'Autriche (1) : - Champion : 1965-66. |